# Salvador Alibau i Arias
Salvador Alibau i Arias (Barcelona, Barcelonès, 14 de març de 1925 - Barcelona, Barcelonès, 22 de gener de 2012) va ser un pintor i escultor català.
Va començar a estudiar a les acadèmies de Baixas i Tàrrega, on va estudiar entre 1941 i 1943. Posteriorment, va continuar la seva formació a l'Escola de Belles Arts de Barcelona entre els anys 1944 i 1948. Durant els darrers dos anys va alternar els estudis amb les classes lliures de model al natural al Cercle Artístic. Va completar els seus estudis a l'Accademia di Belli Arti e Liceu Artística di Roma i a París entre 1949 i 1950. Alibau va iniciar la seva activitat artística a finals dels anys cinquanta, però no va ser fins a l'any 1986 que va desenvolupar una activitat expositiva continuada.
L'any 1962 va fundar una fàbrica de motllures d'artesania, i a partir del 1972 retornà a l'activitat artística, centrada en l'exploració i invenció de tècniques i processos amb el paper i la cel·lulosa. Aribau era conegut especialment per les obres fetes amb fibra de cel·lulosa, tot i que darrerament practicava l'escultura en acer Corten.
L'any 2011 impulsà la creació de la "Fundació Alibau", que exerceix les seves funcions principalment a Catalunya i té per objectius promoure, divulgar, estudiar, preservar i defensar l'obra de l'artista, així com gestionar els drets de propietat intel·lectual derivats de les seves obres. Alibau va fer cessió de diverses obres a l'IEC. Entre la seva extensa obra destaca la sèrie Matemàrtica que va iniciar el 1996 i l'escultura Evocació dels Països Catalans, amb motiu de la commemoració del Centenari de l'Institut d'Estudis Catalans 1907-2007, que fou inaugurada el 2008, i instal·lada al jardí Mercè Rodoreda de la seu de la institució.